# سید بزرگ محمودی
سید بزرگ محمودی (۱۹۳۹ – ۲۳ اوت ۲۰۰۹) پزشک متخصص بیهوشی و مهندس هوافضای ایرانی بود که متهم به اجبار بردن همسر آمریکایی خود بتی و دخترشان مهتاب به کشور خود ایران و گروگانگیری آن‌ها به مدت هجده ماه است که به اواسط دهه ۱۹۸۰ بر می گردد. کتاب بدون دخترم هرگز نوشته همسر او روایتگر تجربیاتش از سفر به ایران است که فیلم بدون دخترم هرگز (۱۹۹۱)، بر اساس آن ساخته شده‌است. فیلم مستند بدون دخترم در جواب این فیلم و کتاب ساخته شد و بزرگ محمودی در این فیلم زندگی خویش را بازگو می‌کند.
سید بزرگ محمودی در ۲۳ اوت ۲۰۰۹ در ۷۰ سالگی در تهران درگذشت. خبرگزاری دولتی ایرنا به نقل از خواهرزاده او مجید قدسی، گزارش داد که وی در بیمارستان، در اثر مشکلات کلیوی و عوارض دیگر درگذشت.